# Clean (film 2021)
Clean è un film del 2021 diretto da Paul Solet, con protagonista Adrien Brody.

## Trama
Clean è un netturbino di Utica che si è lasciato alle spalle un passato di brutale sicario dopo che sua figlia, ancora bambina, è morta per aver assunto della droga che aveva trovato in un cassetto del padre. Egli cerca ora redenzione in una vita tranquilla e onesta, prendendosi cura di Dianda, una ragazzina senza genitori. Una sera, però, quando va a prelevare Dianda ad una festa, vede che la ragazza sta per essere violentata da un gruppo di giovani: questo fa riemergere la vecchia violenza in Clean, che li massacra tutti a colpi di chiave inglese. Uno dei giovani, rimasto sfigurato, è il figlio di Michael, un feroce narcotrafficante a cui la polizia è collusa. Michael per vendetta manda i propri uomini a cercare Clean, Dianda ed Ethel, nonna di Dianda, per assassinarli. Clean difende le due donne uccidendo i sicari, ma capisce che fuggendo continuerebbero ad essere inseguiti, così decide di armarsi e di irrompere a casa di Michael per sterminare tutta la sua banda.

## Distribuzione
La pellicola è stata presentata in prima mondiale al Tribeca Festival il 19 giugno 2021.